# Cahora Bassa
Cahora Bassa (původně Cabora Bassa) je přehradní nádrž na řece Zambezi v Mosambiku (provincie Tete). S rozlohou 2739 km² je čtvrtým největším umělým jezerem v Africe. Má průměrnou hloubku 21 m a maximální hloubku 157 m, celkový objem vody činí zhruba 55 km³, povodí má rozlohu 56 927 km². Hráz je vysoká 171 metrů a široká 303 metrů.
Přehrada byla vybudována v letech 1969 až 1974 za portugalské koloniální nadvlády firmou Sorefame, její název je odvozen z jazyka nyungwe, kde „kahoura bassa“ znamená „dokončit práci“. Stavba si vyžádala přesídlení zhruba 25 000 místních obyvatel. Po vyhlášení mosambické nezávislosti přehradu využívalo konsorcium Hidroeléctrica de Cahora Bassa se společnou účastí obou zemí, v roce 2007 Portugalci prodali mosambickému státu většinu svého podílu. Hydroelektrárna má kapacitu 2,075 MW, hlavním odběratelem energie je Jihoafrická republika. Přenosová soustava vede HVDC elektřinu z města Songo do 1420 km vzdáleného Johannesburgu; v době občanské války bylo vedení častým terčem sabotáží.
Nádrž je využívána k rybolovu, nejvýznamnějším druhem je sleďovka stříbřitá. V letech 1978, 2000 a 2007 došlo v okolí přehrady ke katastrofálním záplavám.